# Robin Krasniqi
Robin Krasniqi, właściwie Haxhi Krasniqi (ur. 1 kwietnia 1987 w Juniku) – niemiecki bokser pochodzenia kosowskiego, były mistrz świata WBA Interim w wadze półciężkiej.

## Kariera zawodowa
Krasniqi zadebiutował na zawodowym ringu 20 października 2005 r. W swoim debiucie przegrał z innym debiutantem, Svenem Haselhuhnem. Pierwsze zwycięstwo odniósł ponad miesiąc później, 26 listopada, pokonując przez techniczny nokaut w drugiej rundzie Ladislava Martínka. W swojej trzeciej walce Krasniqi odniósł drugą porażkę w karierze, przegrywając na punkty z reprezentantem Rumunii Adrianem Cerneagą. Niemiec kontynuował zwycięską passę do końca 2012, pokonując m.in. Berry'ego Butlera, Bena Nsafoah oraz Serdara Sahina. 
20 kwietnia 2013  Krasniqi dzięki pierwszej pozycji w rankingu WBO, zmierzył się o mistrzostwo świata z niepokonanym Nathanem Cleverlym. Reprezentant Niemiec przegrał na punkty po bardzo jednostronnym pojedynku. Na ring powrócił 13 lipca, pokonując jednogłośnie na punkty Czecha Tomasa Adamka. 28 kwietnia 2014 Krasniqi zmierzył się z niepokonanym Ghańczykiem Emmanuelem Danso. Niemiec zwyciężył przez nokaut w siódmej rundzie, zdobywając pas WBO International w kategorii półciężkiej. W kolejnej walce, która odbyła się 26 lipca Krasniqi pokonał jednogłośnie na punkty Oleksandra Cherviaka, zdobywając pas WBA Continental oraz broniąc pas WBO International. 20 grudnia 2014 w Monachium po wyrównanej walce pokonał jednogłośnie na punkty Dariusza Sęka (21-2-1, 7 KO).
21 marca 2015 w Rostocku przegrał przez podanie po dziewiątej rundzie z broniącym tytułu mistrza świata WBA Jürgenem Brähmerem (45-2, 33 KO).
10 października 2020 w Magdeburgu znokautował w trzeciej rundzie faworyzowanego Dominica Boesela (30-2, 10 KO), odbierając mu tytuł WBA Interim w wadze półciężkiej.